# Johann Daniel Wagener
Johann Daniel Wagener (* 23. April 1762 in Nieder-Wildungen; † 12. Februar 1842 ebenda) war ein waldeckischer Landstand und Bürgermeister.

## Leben
Wageners Eltern waren der Metzgermeister Henricus Wagener (1718–1804) und dessen Frau Anna Christina Elisabeth, geb. Schleiermacher (1728–1798). Er heiratete 1790 Barbara Philippine Schleiermacher (1768–1805). Wagener wurde wie sein Vater Metzgermeister. Er gehörte dem Kollegium der Stadtfreunde an und war von 1825 bis 1826 Bürgermeister von Nieder-Wildungen. Als solcher war er von 1825 bis 1826 auch Waldeckischer Landstand.